# Теннисон, Холлам, 2-й барон Теннисон
Холлам Теннисон, 2-й барон Теннисон (англ. Hallam Tennyson, 2nd Baron Tennyson; 11 августа 1852, Туикенем, Суррей, Великобритания — 2 декабря 1928, Фрешуотер, Остров Уайт, Великобритания) — британский государственный и политический деятель, второй генерал-губернатор Австралии с 9 января 1903 по 21 января 1904 года.

## Биография

### Молодые годы
Халлам Теннисон родился 11 августа 1852 года в Чапел-хаусе, Туикенем, в графстве Суррей, Англия. Он был старшим сыном Альфреда Теннисона, и был назван в честь погибшего друга отца — Артура Халлама. Он получил образование в Мальборо-колледже и Тринити-колледже в Кембридже. Его карьерные устремления закончились, когда плохое состояние здоровья и возраст его родителей, заставили его покинуть Кембридж, чтобы стать их личным секретарем. Он отказался и от идеи идти в политику.
В 1884 году Альфред Теннисон принял титул пэра, а Халлам женился на Одри Бойл, будучи разочарованным в своей любви к Марии Гладстон, дочери Уильяма Гладстона. После смерти отца в 1892 году, он унаследовал титул барона Теннисон, а также роль официального биографа. Книга «Теннисон: Мемуары» («Tennyson: a Memoir») была опубликована в 1897 году.

### Политическая карьера
Как и его знаменитый отец, Теннисон был ярым империалистом, и в 1883 году он стал членом совета Императорской федеративной лиги, лобби-группы, созданной для поддержки империалистических идей министра колоний Джозефа Чемберлена. Именно эти связи, а также имя Теннисон, привели Чемберлена к идее предложить Теннисону пост губернатора Южной Австралии в 1899 году. Он находился на этом посту, когда генерал-губернатор Австралии, маркиз Джон Хоуп, в мае 1902 года неожиданно ушёл в отставку.

### Пост генерал-губернатора Австралии
Теннисон стал исполняющим обязанности генерал-губернатора с 17 июля. Были некоторые сомнения по поводу его способностей и занятия этого поста на постоянной основе, так как у него было мало опыта в политике. Но он произвел хорошее впечатление в Австралии благодаря его скромности и бережливости, в отличие от демонстративно властного Хоупа. 9 января 1903 года он принял заступил на пост генерал-губернатора Австралии, по своему предложению только на один год.
Новый генерал-губернатор был популярен среди австралийцев, но неожиданно возникли проблемы о двусмысленности его положения. Премьер-министр Австралии Альфред Дикин, настаивал, что официальный секретарь генерал-губернатора должен быть назначен австралийским правительством. Британское правительство возражало в частном порядке, потому что это будет означать, что генерал-губернатор не будет выполнять то, что указано Лондоном. Теннисон встал на эту точку зрения.
В результате, отношения между Дикином и Теннисоном накалились. Дикин справедливо подозревал, что Теннисон отчитывался в Лондоне и пытался вмешиваться в политические вопросы, такие, как морское соглашение между Великобританией и Австралией. По этой причине Дикин не поощрял Теннисона добиваться продления своего годичного срока. Ничего из этого не было известно общественности и Теннисон покинул Австралию в январе 1904 года.

### Дальнейшая жизнь
Он провел остаток своей жизни на острове Уайт, на посту вице-губернатора с 1913 года. Его жена умерла в 1916 году, а в 1918 году он снова женился. Вторая жена Теннисона, Мэри Эмили «Мэй» Принсеп (1853—1931), была дочерью Карла Роберта Принсепа, родившегося в Индии, и ставшего владельцем плантаций мускатного ореха в Сингапуре (там в его честь названы улица и площадь). В свою очередь, Теннисон был вторым мужем «Мэй» Принсеп, после Эндрю Хитченса. В Национальной портретной галерее находятся восемь фотографии Мэй Принсеп, авторства Джулии Маргарет Камерон.
Холлам Теннисон, 2-й барон Теннисон умер 2 декабря 1928 года в своем доме в Фаррингфорде на острове Уайт.